# Bundesratswahl 1955
Am 15. Dezember 1955 fanden in der Schweiz die Gesamterneuerungswahlen des Bundesrates statt. Die beiden Kammern des neu gewählten Parlaments, die Vereinigte Bundesversammlung, wählten die Schweizer Regierung, den Bundesrat, für die von 1956 bis 1959 dauernde Amtszeit. Die Sitze wurden einzeln in der Reihenfolge des Amtsalters der Sitzinhaber bestellt. Da es keine Rücktritte aus dem Bundesrat gab, kam es zu keinen Ersatzwahlen.

## Wahlen

### Erste Wahl (Sitz von Philipp Etter, KVP)

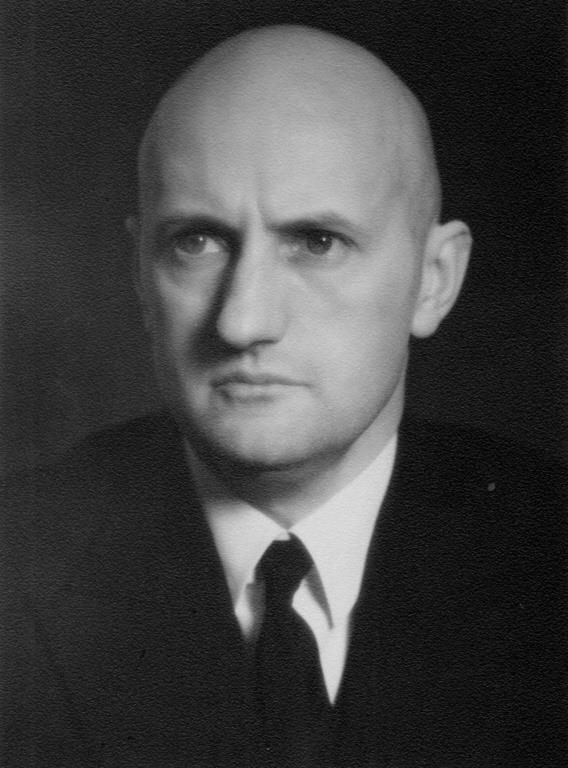
Philipp Etter (ca. 1930)

Philipp Etter (KVP) wurde am 22. März 1934 in den Bundesrat gewählt. Er war von 1934 bis 1959 Vorsteher des Departements des Innern.
|                         | 1. Wahlgang |
| ----------------------- | ----------- |
| ausgeteilte Wahlzettel  | 232         |
| eingegangene Wahlzettel | 232         |
| leer/ungültig           | 61/0        |
| gültig Total            | 171         |
| absolutes Mehr          | 86          |
| Philipp Etter           | 154         |
| Walther Bringolf        | 14          |
| Verschiedene            | 3           |

### Zweite Wahl (Sitz von Max Petitpierre, FDP)

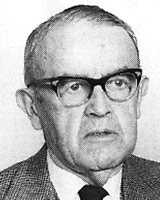
Max Petitpierre

Max Petitpierre (FDP) wurde am 14. Dezember 1944 zum Bundesrat gewählt. Petitpierre war von 1945 bis 1961 Vorsteher des Politischen Departements.
|                         | 1. Wahlgang |
| ----------------------- | ----------- |
| ausgeteilte Wahlzettel  | 232         |
| eingegangene Wahlzettel | 232         |
| leer/ungültig           | 64/0        |
| gültig Total            | 168         |
| absolutes Mehr          | 85          |
| Max Petitpierre         | 157         |
| Adrien Favre            | 9           |
| Verschiedene            | 2           |

### Dritte Wahl (Sitz von Markus Feldmann, BGB)

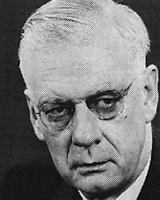
Markus Feldmann

Markus Feldmann (BGB) wurde am 13. Dezember 1951 zum Bundesrat gewählt. Feldmann war von 1952 bis 1958 Vorsteher des Justiz- und Polizeidepartements.
|                         | 1. Wahlgang |
| ----------------------- | ----------- |
| ausgeteilte Wahlzettel  | 228         |
| eingegangene Wahlzettel | 228         |
| leer/ungültig           | 66/0        |
| gültig Total            | 162         |
| absolutes Mehr          | 82          |
| Markus Feldmann         | 161         |
| Verschiedene            | 1           |

### Vierte Wahl (Sitz von Hans Streuli, FDP)

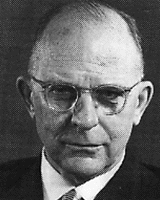
Hans Streuli

Hans Streuli (FDP) wurde am 22. Dezember 1953 zum Bundesrat gewählt. Streuli war von 1954 bis 1959 Vorsteher des Finanz- und Zolldepartements.
|                         | 1. Wahlgang |
| ----------------------- | ----------- |
| ausgeteilte Wahlzettel  | 228         |
| eingegangene Wahlzettel | 228         |
| leer/ungültig           | 72/0        |
| gültig Total            | 156         |
| absolutes Mehr          | 79          |
| Hans Streuli            | 150         |
| Verschiedene            | 6           |

### Fünfte Wahl (Sitz von Thomas Holenstein, KVP)

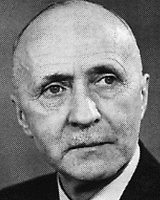
Thomas Holenstein

Thomas Holenstein (KVP) wurde am 16. Dezember 1954 zum Bundesrat gewählt. Holenstein war von 1955 bis 1959 Vorsteher des Volkswirtschaftsdepartements.
|                         | 1. Wahlgang |
| ----------------------- | ----------- |
| ausgeteilte Wahlzettel  | 230         |
| eingegangene Wahlzettel | 227         |
| leer/ungültig           | 69/0        |
| gültig Total            | 158         |
| absolutes Mehr          | 80          |
| Thomas Holenstein       | 153         |
| Verschiedene            | 5           |

### Sechste Wahl (Sitz von Paul Chaudet, FDP)

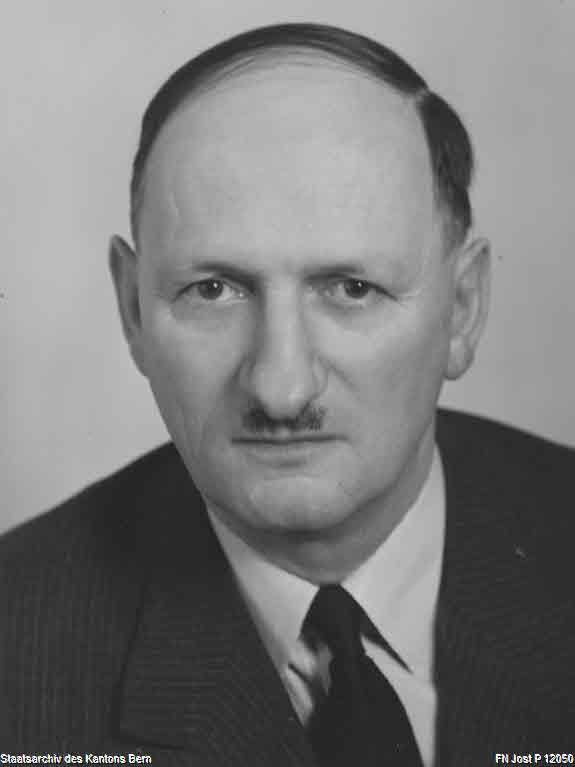
Paul Chaudet (1958)

Paul Chaudet (FDP) wurde am 16. Dezember 1954 zum Bundesrat gewählt. Chaudet war von 1955 bis 1966 Vorsteher des Militärdepartements.
|                         | 1. Wahlgang |
| ----------------------- | ----------- |
| ausgeteilte Wahlzettel  | 227         |
| eingegangene Wahlzettel | 226         |
| leer/ungültig           | 77/1        |
| gültig Total            | 148         |
| absolutes Mehr          | 75          |
| Paul Chaudet            | 144         |
| Verschiedene            | 4           |

### Siebte Wahl (Sitz von Giuseppe Lepori, KVP)

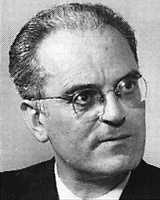
Giuseppe Lepori

Giuseppe Lepori (KVP) wurde am 16. Dezember 1954 zum Bundesrat gewählt. Lepori war von 1955 bis 1959 Vorsteher des Post- und Eisenbahndepartements.
|                         | 1. Wahlgang |
| ----------------------- | ----------- |
| ausgeteilte Wahlzettel  | 230         |
| eingegangene Wahlzettel | 230         |
| leer/ungültig           | 78/0        |
| gültig Total            | 152         |
| absolutes Mehr          | 77          |
| Giuseppe Lepori         | 145         |
| Verschiedene            | 7           |

## Wahl des Bundeskanzlers

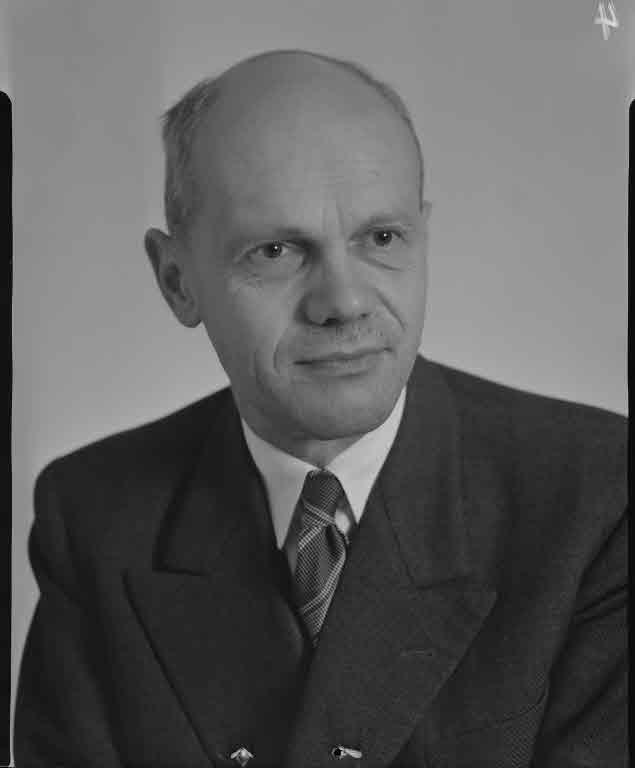
Charles Oser (1960)

Der amtierende Bundeskanzler Charles Oser (FDP) stellte sich zur Wiederwahl und wurde bereits im 1. Wahlgang wiedergewählt.
|                         | 1. Wahlgang |
| ----------------------- | ----------- |
| ausgeteilte Wahlzettel  | 213         |
| eingegangene Wahlzettel | 213         |
| leer/ungültig           | 59/0        |
| gültig Total            | 154         |
| absolutes Mehr          | 78          |
| Charles Oser            | 124         |
| Verschiedene            | 30          |

## Wahl des Bundespräsidenten
Markus Feldmann (BGB) wurde mit 161 Stimmen zum Bundespräsidenten für das Jahr 1956 gewählt.
|                         | 1. Wahlgang |
| ----------------------- | ----------- |
| ausgeteilte Wahlzettel  | 227         |
| eingegangene Wahlzettel | 227         |
| leer/ungültig           | 62/1        |
| gültig Total            | 164         |
| absolutes Mehr          | 83          |
| Markus Feldmann         | 161         |
| Verschiedene            | 3           |

## Wahl des Vizepräsidenten
Hans Streuli (FDP) wurde mit 147 Stimmen zum Vizepräsidenten gewählt.
|                         | 1. Wahlgang |
| ----------------------- | ----------- |
| ausgeteilte Wahlzettel  | 224         |
| eingegangene Wahlzettel | 224         |
| leer/ungültig           | 68/2        |
| gültig Total            | 154         |
| absolutes Mehr          | 78          |
| Hans Streuli            | 147         |
| Verschiedene            | 7           |